# RaiSat Fiction
RaiSat Fiction è stato un canale satellitare tematico della Rai, prodotto da RaiSat in esclusiva sul bouquet pay-TV di D+/Telepiù.

## Palinsesto
Trasmetteva un mix di prodotti italiani, inglesi, francesi e tedeschi quali fiction poliziesche, soap opera, film d'azione e sceneggiati in costume. Inoltre, venivano mandate in onda alcune autoproduzioni del canale, quali approfondimenti e dietro le quinte delle più importanti fiction prodotti dalla Rai. La programmazione era rivolta all'intera famiglia e comprendeva molte prime visioni per l'Italia.
Il palinsesto era strutturato in cinque ore di programmazione al giorno, che venivano poi ripetute per le 24 ore.

## La chiusura
Nel luglio del 2003, con l'arrivo di Sky al posto di D+ e Stream TV, la partnership con RaiSat venne meno e il canale chiuse i battenti, insieme ad altre tre reti del gruppo (Album, Art e Show). Venne sostituito da RaiSat Premium che riprende circa la stessa programmazione.